# Longitarsus huberi
Longitarsus huberi är en skalbaggsart som beskrevs av Lesage 1988. Longitarsus huberi ingår i släktet Longitarsus och familjen bladbaggar. Inga underarter finns listade i Catalogue of Life.